# Munkakönyv
A munkakönyv hivatalos személyi okmány, amely rögzíti tulajdonosának az előző és jelenlegi munkahelyeit. Egyes európai országok manapság is kiadnak ilyen dokumentumokat, mások korábban kiadtak, de ma már nem.

## Franciaországban
A belső útlevélhez hasonlóan az utazó francia tanoncoknak és munkásoknak fel kellett mutatniuk a munkáltatójuktól kapott szabadságjegyet, hogy elkerüljék a csavargás vádját. Ezt a követelményt 1749-ben vezették be, és 1781 augusztusában füzetté, úgynevezett munkafüzetté alakították.  A követelményt a francia forradalom idején eltörölték, csak 1803. április 12-én vezette be újra Napóleon. Az uralkodása alatt és utána is sokáig használták, de 1860-tól III. Napóleon idején fokozatosan visszaszorult a használata 1890-ig, amikor is eltörölték. A könyveket a munkaadó vezette és birtokolta, amíg a munkás nem utazott, de 1854-től a munkásnál hagyták.

## Magyarországon
Többféle "munkakönyv" létezett Magyarországon 1950-ig, amikor az egységes munkakönyvet bevezették. Az 1856-os császári pátens kötelezővé tette a cselédkönyvet, míg más kategóriáknak munkakönyvük volt; 1876-tól (XII.tvc) pedig az írásbeli szerződést, az oly sokat emlegetett konvenciót – „kommenciót”, mely a bérezés módozatait és a munka feltételeit rögzítette.
Magyarországon a(z ipari) munkakönyv használatát az 1884. évi XVIII. törvénycikk (ipartörvény) rendelte el. Korábban a Kundschaft-ot (tanulólevél, szabadulólevél), illetve a Wanderbuch-ot(vándorlókönyv, vándorkönyv)használták, amelyet a céhes mester állított ki a mesterlegény részére. 1872-ben a céheket megszüntették, és az azonos mesterségeket űző korábbi céhtagokat összefogó ipartársulatok létrehozásáról rendelkeztek.
A foglalkoztatás megkezdésekor a munkakönyvet az iparos a segédtől átvette, és az iparhatóságnak bemutatta. Mindaddig, amíg a munkaviszony fennállt, az iparos őrizte, és kilépéskor adta vissza a tulajdonosának, így nem lehetett egyszerűen otthagyni egy munkahelyet legálisan (bár sokan próbálkoztak az elvesztésével trükközni ekkor és 1945 után is). Ha valaki kilépett vagy elbocsátották, azt is be kellett jegyezni, sőt 1969-ig komoly retorziókra számíthatott az a munkavállaló, aki saját maga egyoldalúan mondott fel, mivel ezt is feltüntették a munkakönyvében. A Munkaügyi Minisztérium felelt a könyvek kiadásáért és a nyilvántartásért, már csak azért is, mert sokan bizony visszaéltek a munkakönyvükkel. Rongálódásra és elvesztésre hivatkozva újat kértek a helyi munkaügyi kirendeltségtől, holott csak az előzetes negatív bejegyzéseket szerették volna eltüntetni, például azt, hogy felmondtak egy állami vállalatnál egy jobb állás reményében. Budapesten a Tanács Munkaügyi Hivatala állította ki az új munkakönyveket, itt tartották nyilván őket, itt pótolták a betelt okmányokat, itt készültek az iskolát befejező diákok új, friss könyvei és innen lehetett igényelni új munkakönyvet elvesztésre hivatkozva is. Ha valaki például valamilyen magánvállalkozásból élt, mondjuk szobakiadással foglalkozott a Balatonon, akkor a munkakönyve valamelyik ismerős cégnél lehetett leadva jó pénzért. Sok feketéző ugyanis külön pénzt fizetett a munkakönyvek „tisztán tartásáért” hivatalos vállalatok megkenhető tisztségviselőinek. A munkakönyvvel kapcsolatos problémák miatt sokan kaptak szigorított ejnye-bejnyét a rendőrségen és a település tanács hivatalában, de komoly büntetésre csak a közveszélyes munkakerülők számíthattak." A munkakönyvet sokan a közveszélyes munkakerülés (1913-tól volt büntetendő) elleni fellépés egyik eszközének tekintették. 
Az Ipartörvény (1884. XVII. tvc.) 99. és 111. §-ai szerint a gyárakban alkalmazott minden munkásnak munkakönyvvel kellett rendelkeznie. A 12. életévüket már betöltött, de 16. életévüket még el nem ért gyermekek és fiatalkorúak munkakönyvet csak akkor kaphattak, ha hatósági orvosi (tiszti orvosi, községi orvosi, illetőleg körorvosi) bizonyítvánnyal igazolták, hogy a gyáripari foglalkozás egészségüknek nem árt és testi fejlődésüket nem gátolja. 12 év alatti gyermekeket az 1922. XII. tc. 74. §-a szerint ipari üzemekben és vállalatokban tilos volt alkalmazni. A 2. § szerint a már alkalmazásban állókat fenti paragrafus nem érintette.
A munkakönyv 1950-től közokiratként tartalmazta a munkavállaló munkaviszonyaival kapcsolatos leglényegesebb adatokat. Ekkora egységesítik a cselédkönyvvel stb. 1992-ben egy kormányrendeletben eltörölték.